# عملیات فرصت برجسته
عملیات فرصت برجسته (به انگلیسی: Operation Prime chance) عملیات اختصاصی ایالات متحده جهت حمایت از نفت‌کش‌های با پرچم آمریکا از حملهٔ ایران در جریان درگیری عراق و ایران بود ٫ این عملیات در میانهٔ عملیات اراده جدی (به انگلیسی: Operation Ernest Will) (ژوئیهٔ ۱۹۸۷ - دسامبر ۱۹۸۸) قرار داشت و بزرگ‌ترین تلاش نیروی دریایی آمریکا برای اسکورت نفت‌کش‌ها در خلیج فارس بود.

## کلیات
در عملیات بالگردهای ارتش آمریکا در هنگام شب با فرمان جستجو کن و نابود کن از ناوچه‌ها و ناوشکن‌های نیروی دریایی و دو سکوی اجاره‌ای در شمال خلیج فارس استفاده می‌کردند؛ ولی در حالی که عملیات اراده جدی یک واکنش آشکار به درخواست کمک دولت کویت بود. عملیات فرصت برجسته کاملاً مخفیانه بود. هلیکوپترها در پناه تاریکی مطلق شب با پرواز اغلب تا ارتفاع ۳۰ فوتی (۹ متری) به سطح دریا نزدیک می‌شدند و به عنوان اولین اشخاصی درآمدند که از دستگاه‌های مخصوص دید در شب و دید فروسرخ در جنگ استفاده می‌کردند.
تاکتیک شامل استفاده از ام‌اچ-۶ها به‌عنوان جستجوگر و AH-6ها با آتشبار سنگین‌تر و استفاده از رادار کشتی‌های جنگی و بالگردهای اس‌اچ-۶۰ سی‌هاوک برای بعضی از اهداف بود.

## برنامه‌ریزی
برنامه‌ریزی و آماده‌سازی برای عملیات فرصت برجسته بلافاصله پس از برخورد یک تانکر با مین دریایی در روزهای نخست شروع عملیات اراده جدی آغاز شد ٫ اتفاقی که این مسئله را روشن کرد که برای در امان بودن کشتی‌های تجاری از حملات نیروهای ایرانی باید اقدامات مهم‌تری صورت پذیرد. گروهی از فرماندهان، شروع به جستجو برای یافتن خلبانانی کردند که توانایی پرواز و نشستن بر روی کشتی‌های نیروی دریایی در هنگام شب را داشته باشند. سپس مقدمات آموزش مهارت‌های خاص برای این عملیات را آغاز کردند. هلیکوپترها از واحد ۱۶۰اُم مخصوص عملیات هوابرد ارتش ایالات متحده با حرکت از کشتی فرماندهی لاسل (به انگلیسی: USS La Salle)در منطقه در ۵ اوت ۱۹۸۷ ٫ با تقسیم به دو تیم ٫ با علامت SEABAT هر یک شامل یک فروند ام‌اچ-۶ و دو فروند AH-6 خدمه پرواز و پشتیبانی ٫ در ۸ اوت شروع به اسکورت یکی از عرشه لاسل و دیگری از عرشه کلاکرینک (به انگلیسی: USS Klakring) برای حفاظت از قایقهای مین جمع کن در تنگه باریک غرب جزیره فارسی کردند. روز بعد تیم اول به جرت (به انگلیسی: USS Jarrett) منتقل شد و یک گروه کشتی‌های بازرگانی را به خلیج عمان اسکورت کرد. 

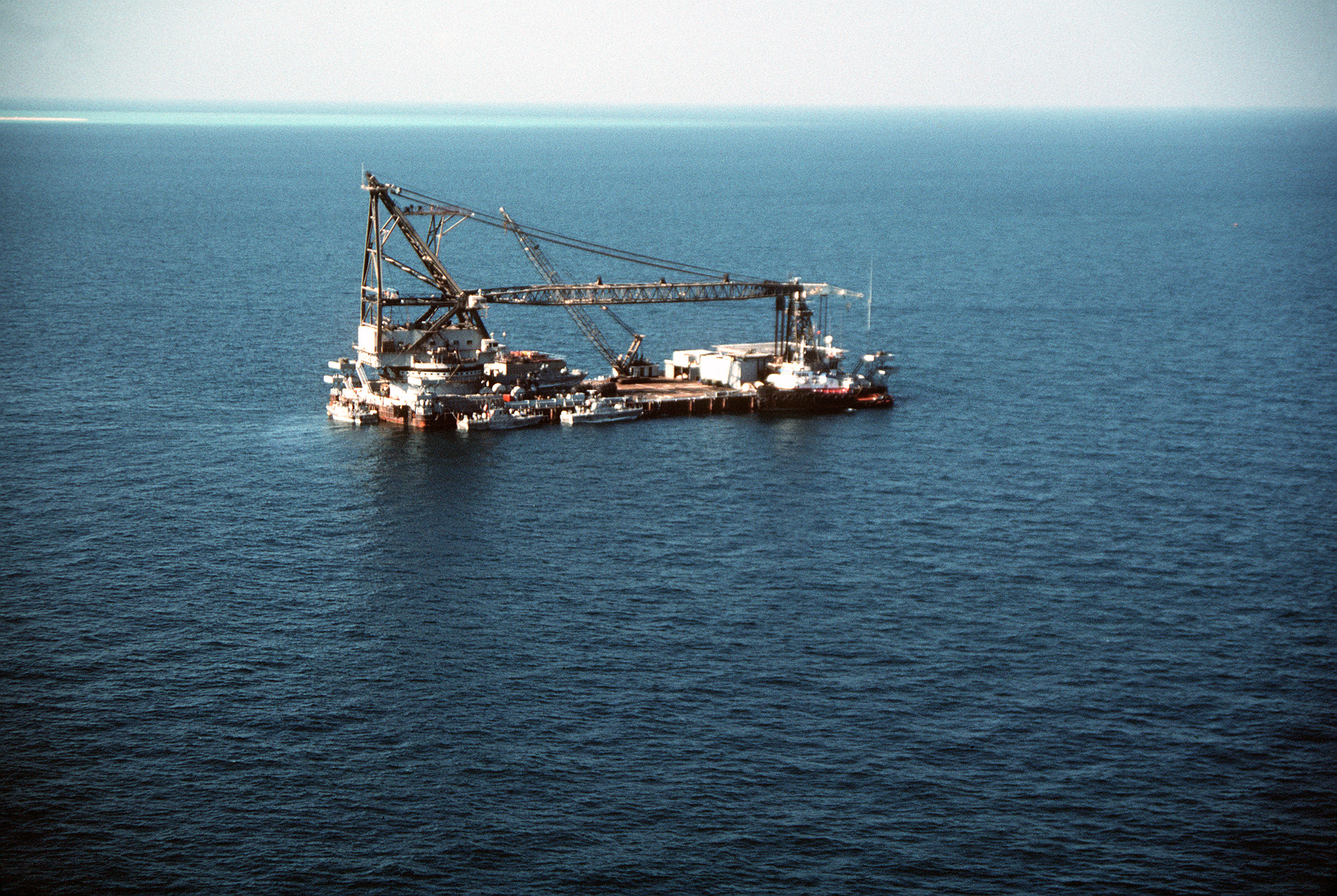
تصویر هوایی از سکوی هرکولس به همراه سه قایق مارک ۳ و یک یدک‌کش در شمال خلیج فارس

## اجرا
بزودی عملیات به‌طور کل از روی سکوهای شناور ادامه یافت ٫ کلیت عملیات توقف واحدهای ایرانی از مین گذاری یا حمله به کشتی‌های تجاری بود. هر سکوی شناور دارای دو قایق گشتی مارک ۳ (به انگلیسی: Mark III)، یک جوخه سیل (به انگلیسی: SEAL) ٫ تفنگدار برای تأمین امنیت ٫ هلیکوپترهای توپدار ارتش و هلیکوپتر نجات و کنترل کنندهای عملیات هوایی نیروی هوایی بود.
سکوی متحرک هرکولس (به انگلیسی: Hercules) و سکوی متحرک ویمبرون ۷ (به انگلیسی: Wimbrown VII)هرکدام به ترتیب شامل ۲ و ۴ قایق گشتی بودند
مهم‌ترین قسمت عملیات در ۲۱ سپتامبر ۱۹۸۷ اتفاق افتاد که شامل حمله به ایران اجر بود، کشتی ایرانی که برای مصارف مین گذاری تغییر داده شده بود ٫ با استفاده از وسایل دید در شب ٫ خدمه هلیکوپتر توپدار ارتش متوجه شدند که کشتی ایرانی چندین مین را در دریا رها کرد٫بلافاصله با پرتاب چند راکت و استفاده از آتشبار به سمت آن حمله کردند ٫ نیروهای ویژه بسرعت بر عرشه فرود آمدند و کشتی را مصادره کردند ٫ تعدادی از ملوانان و خدمه که بعد از حمله به دریا پریده بودند نیز نجات داده شدند ٫ روز بعد نیز کشتی در آب‌های آزاد غرق شد.
عملیات ارنست ویل به فاصله پنج ماه پس از آتش‌بس ایران و عراق در ژوئیه ۱۹۸۸ پایان یافت ولی عملیات فرصت برجسته از سکوی هرکولس تا ژوئن ۱۹۸۸ ادامه یافت.

## در این ارتباط
- عملیات اراده جدی
- عملیات کمانگیر چابک
- پرواز شماره ۶۵۵ ایران ایر
- عملیات آخوندک
- عملیات یخچال شکننده